# Венессенське графство
Венессенське графство або Комта-Венессен (фр. Comtat Venaissin, фр. вимова: [kɔ̃ta.vənɛsɛ̃], окс. Coumtat Venessin, лат. Pagus Vendascinus) — європейське феодальне володіння в складі Священної Римської імперії, згодом частина Папської Держави (1274‒1791) в сучасному регіоні Франції Прованс-Альпи-Лазурний Берег. Назва графства походить від його першої столиці — міста Венаск (фр. Venasque).
Належний папству Комта-Венессен був анклавом, зусебіч оточеним Французьким королівством. Його територія складалось з двох частин: великої території навколо міста Авіньйон (що саме завжди було окремим графством), приблизно в трикутнику між річкою Рона, її притокою Дюранс і горним масивом Мон-Ванту, і невеликого ексклаву, розташованого північніше навколо міста Вальреас, придбаного папою Іваном XXII в 1317 році для забезпечення поставок місцевого вина. В свою чергу, територія графства практично оточувала невеличке Оранське князівство зі столицею в місті Оранж.
Цей регіон і дотепер неофіційно відомий як Венессенське графство (Комта Венесен), хоча ця назва вже не несе жодного політичного значення.

## Історія

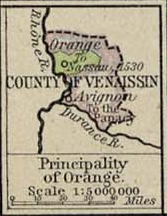
Карта, що показує Комта Венесен і Оранське князівство на 1547 рік

У 1096 році Венессенське графство входило до Прованського маркізату, який успадкував Раймонд IV, граф Тулузький, від Вільгельма Бертрана. Комтат став папською територією в 1274 році. Регіон був названий на честь першої столиці Венаска, який в 1320 році поступився столичними функціями Карпантрі.
У XIII столітті графство, що перебувало у складі Священної Римської імперії належало Жанні Тулузькій та її чоловікові Альфонсо, графу Пуатевінському. Оскільки на той час в Священної Римської імперії був період міжцарів'я і не було імператора, який би міг захистити права Жанни після смерті Альфонсо, він заповів ці володіння на користь Святого Престолу і після його смерті в 1271 році Венессенське графство стало Папською територією.
У березні 1309 року папський двір після чотирирічного перебування в Пуатьє переїхав до Авіньйона, міста, яке на той час належало неаполітанському королю. У 1348 році Джованна I, королева Неаполя і графиня Прованська продала папству Авіньйонське графство, після чого обидва графства були об’єднані і утворили єдиний папський анклав Комт-Венессен (хоча продовжували зберігати свою політичну ідентичність як окремі графства).
Мешканці анклаву не платили податків і не несли військової повинності, тому життя в графстві було значно привабливішим, ніж на сусідніх територіяї, що знаходились під владою Французького королівства. Комта-Венессен став прихистком для французьких євреїв, які отримували краще ставлення під правлінням папи, ніж в решті Франції. Найстаріша синагога у Франції, побудована в XIV столітті, знаходиться в Карпантрі і до Французької революції тут збереглась характерна провансальська єврейська традиція.
Низка французьких королів прагнула приєднати регіон до Франції. У 1663, 1668 та 1768—1774 роках французькі війська вторгалися до регіону під час суперечок між французькою короною та церквою. Він також зазнав торгових та митних обмежень під час правління Людовика XIV та Людовіка XV.
Однак папський контроль зберігався до 1791 року, коли під тиском французьких революціонерів був проведений несанкціонований плебісцит і жителі проголосували за приєднання до Франції. Папський контроль тривав до 1791 року,  референдум, і мешканці проголосували за анексію Францією. Кілька років по тому був створений департамент Воклюз на базі Комта Венесен, включаючи ексклав Вальреас та частину Люберона з південної половини. Папство формально не визнавало цього до 1814 року.

### Адміністрація
За графів Тулузьких головою Комта Венесен був сенешаль.
З 1294 по 1791 рік головним керівником Комта Венесен був ректор, який призначався безпосередньо Папою Римським. Більшість чинних посадових осіб фактично були прелатами, або архієпископами, або єпископами, і тому настоятель мав право носити фіолетовий одяг, подібний до одягу Апостольського Камергера. Його офіційна резиденція була в Карпантрі. Однак він не мав повноважень над Авіньйоном, яким керував кардинал-легат або віце-легат, що також призначався безпосередньо Папою. Однак поступово влада віце-легата посягала на владу ректора, поки кардинал фактично не обійняв посаду губернатора, а ректор виконував функції судді. В обох випадках термін їх перебування був обмежений до трьох років, з правом продовження.
Ректор мав право прийняти феодальні клятви на вірність від усіх папських васалів. Він також мав право приймати присяги єпископів, які мали власність в силу своєї посади, що перебувала у феодальному володінні від Папи. Ректор призначав Нотаріусів Комтату. Він головував у переговорах та у виплаті доходів до Апостольської палати. Він головував у Верховному суді Комта Венесен, що мав як кримінальну, так і цивільну юрисдикцію першої інстанції, а також апеляційну юрисдикцію судів чергових суддів трьох судових округів.
Ректора заміняв проректор, званий також лейтенантом ректора, також папський призначенць. Він мав судові повноваження, подібні до повноважень ректора.
Управлінням Комтатом займались Стани Комтату, що складались з дворянства, єпископа Карпантри, єпископа Кавайона, єпископа Вайсона та вісімнадцяти представників трьох судових округів, на які Комтат був розділений. Стани проводили свої збори в Карпантрі.
Апостольська Камера (Скарбниця Священної Римської Церкви) мала постійний офіс у Карпантрі, маючи повну юрисдикцію у всіх фінансових питаннях, що стосуються прав Святого Престолу в Комтаті. Сюди входили зобов'язання єпископів та інших церковних осіб перед папством.